# IT-Universität Kopenhagen

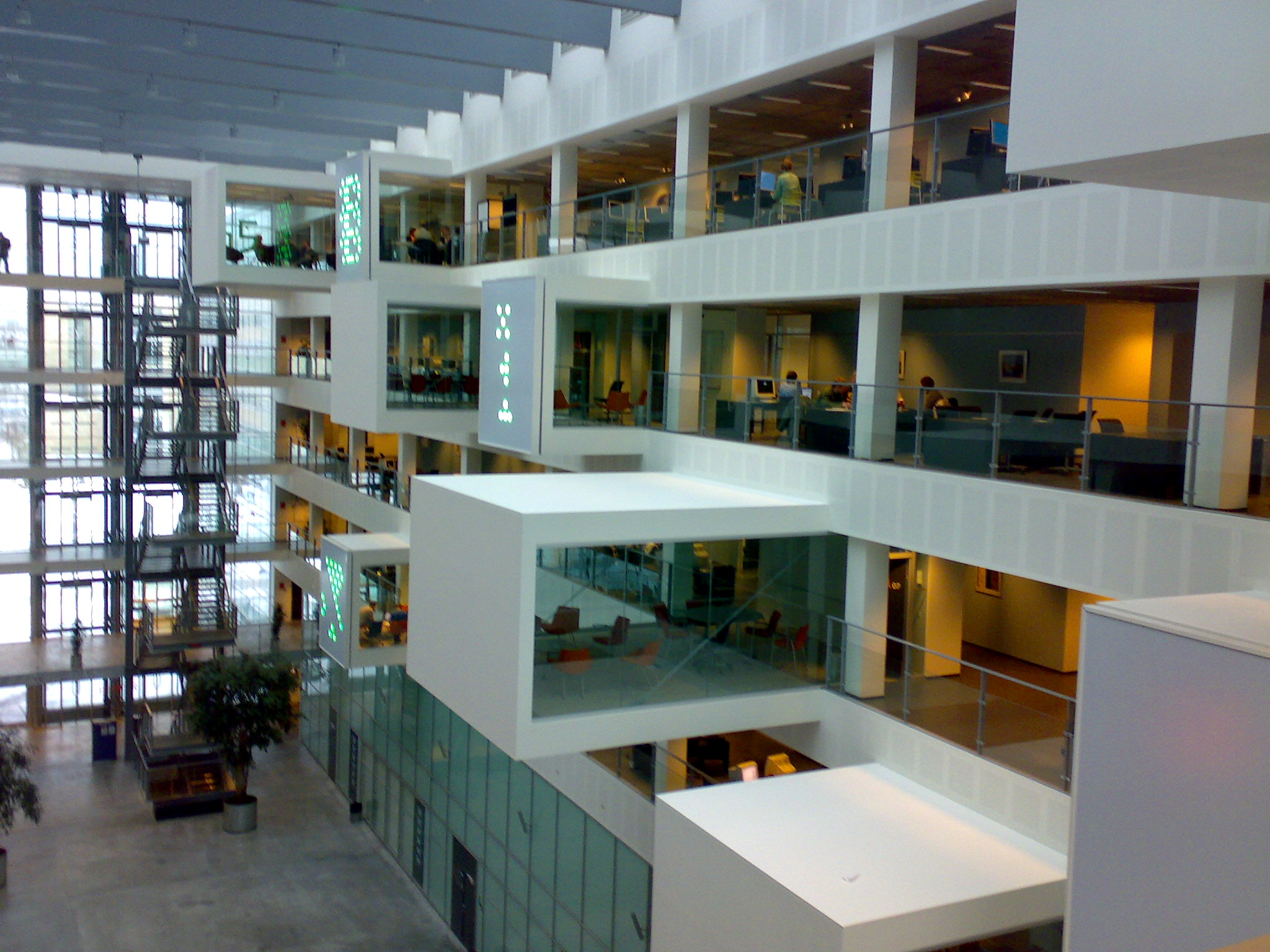
Atrium der ITU

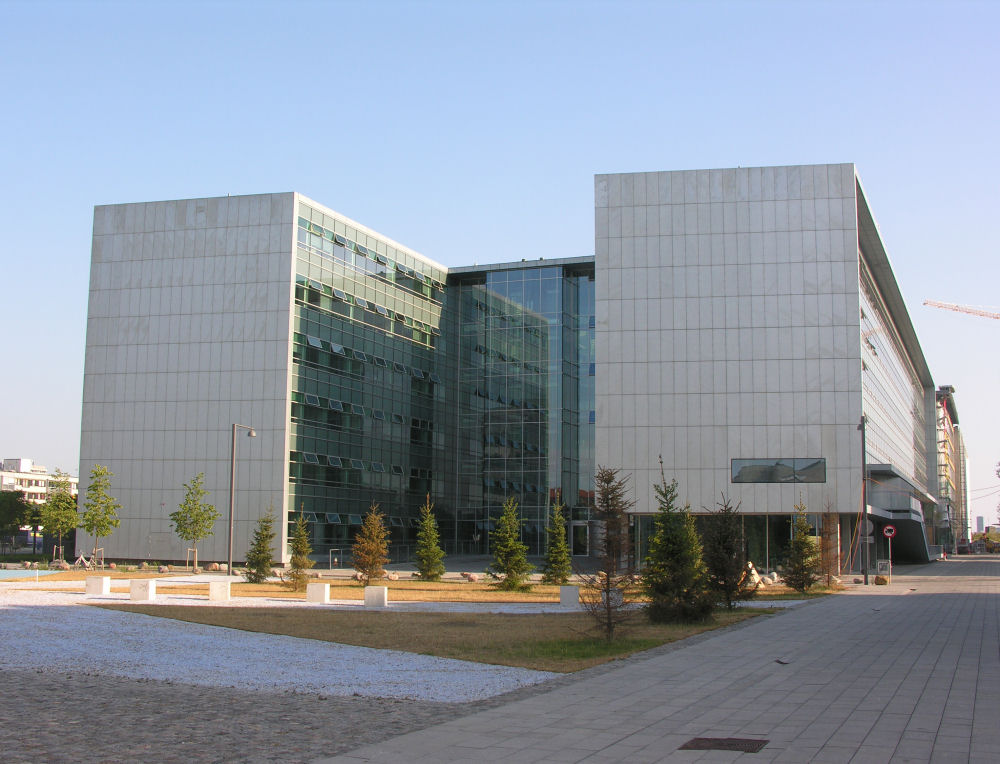

Die IT-Universität Kopenhagen ist eine dänische eigenständige Universität.
1999 erfolgte die Gründung. Mit dem Inkrafttreten des dänischen Universitätsgesetzes von 2003 wurde die Institution zur Universität, die zwölfte und kleinste in Dänemark, umgewandelt, und es erfolgte die Namensänderung in IT-Universität Kopenhagen – 'The IT University of Copenhagen' auf Englisch.

## Geschichte
2004 bezog die Universität ihr neues Gebäude im Kopenhagener Stadtteil Ørestad gleich neben der humanistischen Fakultät der Kopenhagener Universität und dem neuen Hauptgebäude der dänischen Rundfunk- und Fernsehanstalt DR. Das neue Gebäude wurde von dem dänischen Architekten Henning Larsen entworfen.
Anfangs bot die Universität nur Masterstudiengänge an, die einen Bachelorabschluss voraussetzten. Im August 2007 wurde erstmals ein Bachelorstudiengang in Softwareentwicklung angeboten. Seit 2010 laufen an der IT-Universität jedes Semester drei Bachelorstudiengänge (davon ein global orientierter auf Englisch), vier Masterstudiengänge (davon 2 global orientierte auf Englisch), vier Professional-Master-Studiengänge, ein Diplomprogramm und ungefähr 100 Einzelfächer.
Die über nur eine Fakultät verfügende IT-Universität beschäftigt sich mit dem interdisziplinären Studium der Informatik und wählt die unterschiedlichsten Ansätze dafür:  Naturwissenschaften (traditionelle Informatik), Softwareentwicklung, computergestützte Kooperation, Design und Nutzung von IT, Wirtschaftsinformatik, Computerspielstudien sowie soziale, kulturelle und ästhetische Aspekte der Informatik.
Zum Stand 2023 waren 2863 Studierende an der Universität, von denen 1089 einen Bachelorabschluss anstrebten. Die Zahl der Doktoranden entsprach 63 Vollzeitäquivalenten, die der Professoren 114 Vollzeitäquivalenten. 2023 hatte die Universität Angestellte entsprechend 457 Vollzeitäquivalenten.

## Verwaltung und Organisation
Die Universität wird von einem aus neun Mitgliedern bestehenden Beirat geleitet: die fünf außerhalb der Universität rekrutierten Mitglieder des Beirats stellen die Mehrheit dar, ein Mitglied wird von den wissenschaftlichen Mitarbeitern und eins vom technisch-administrativen Personal der Universität gewählt, während zwei Mitglieder von den Studenten gewählt werden.  Der Rektor wird vom Beirat gewählt.

## Studienangebot
Bachelorstudiengänge (BSc in IT):
- Global Business Informatics (EN)
- Digitale Medien und Design (DÄ)
- Softwareentwicklung (DÄ)

Master-of-Science-Studiengänge (MSc in IT)
- Games (EN)
- Software Development and Technology (EN)
- Digitales Design und digitale Kommunikation (DÄ)
- Digital Innovation & Management (e-Business)

Diplom in IT

Das Diplomprogramm ermöglicht das Zusammenstellen von Einzelfächern zu einem persönlichen Ausbildungspaket.
Professional-Master-Studiengänge (Master of IT)
- IT-Management (DÄ)
- Interaktionsdesign (DÄ)
- Softwarekonstruktion (DÄ)

Die IT-Universität bietet mehr als 100 Einzelkurse an.